# السولة (الحديدة)

تعديل مصدري - تعديل

السولة هي إحدى قرى مديرية المنصورية، التابعة لمحافظة الحديدة اليمنية، بلغ تعداد سكانها 1125 نسمة حسب الإحصاء الذي جرى عام 2004.